# Game & Watch Gallery (jeu vidéo)
Pour la série de jeux, voir Game & Watch Gallery.
Game & Watch Gallery (ゲームボーイギャラリー, , Game Boy Gallery au Japon) est le premier jeu vidéo de la série des Game & Watch Gallery. Le jeu est sorti sur Game Boy en 1997. Il a été développé par Nintendo R&D1.

## Jeux
Game & Watch Gallery inclut les quatre jeux suivants :
- Manhole : Mario, Toad et Donkey Kong Jr. marchent sans s'arrêter à travers un niveau. Le joueur contrôle Yoshi et doit le déplacer afin de garder des bouches d'égout fermées pour qu'aucun des personnages ne tombe.
- Oil Panic : Mario doit récupérer de l'huile avec son seau et la jeter par la fenêtre avant que Yoshi ne soit submergé.
- Octopus : Mario doit trouver un trésor et le donner à Peach tout en évitant les tentacules d'une pieuvre.
- Fire : Le château de Peach brûle et Toad, Yoshi et Donkey Kong Jr. se jettent dehors par la fenêtre. Le joueur contrôle Mario et Luigi qui tiennent un trampoline et doivent recevoir leurs amis afin de les sauver.